# Victor Burgos
Victor Burgos (* 10. April 1974 in Copala, Mexiko) ist ein ehemaliger mexikanischer Boxer im Halbfliegengewicht. 

## Profikarriere
Im Jahre 1993 begann er seine Profikarriere. Am 15. Februar 2003 boxte er gegen Alex Sanchez um den Weltmeistertitel des Verbandes IBF und siegte durch K. o. Diesen Gürtel verlor er im Mai 2005 an Will Grigsby nach Punkten.
Im Jahre 2007 beendete er seine Karriere.